# Grado (Gorizia)
Grado (en friülà, Grau, en eslovè, Gradež) és un municipi italià, dins de la província de Gorizia. L'any 2007 tenia 8.650 habitants. Limita amb els municipis d'Aquileia (UD), Fiumicello (UD), Marano Lagunare (UD), San Canzian d'Isonzo, San Giorgio di Nogaro (UD), Staranzano, Terzo d'Aquileia (UD) i Torviscosa (UD). Al territori s'hi parla el gradès, una varietat del vènet molt influïda pel friülès.

## Administració
| Període | Identitat        | Partit        |
| ------- | ---------------- | ------------- |
| 2004-   | Silvana Olivotto | Llista cívica |

## Personatges il·lustres
- Biagio Marin, poeta en dialecte gradès o graisan.